# Райко
Райко (на гръцки: Ράικο) е село в Гърция, което се намира само на около 30 км западно-северозападно от Янина. Намира се близо до вливането на река Смолица в Каламас.